# Charles Ambroise Dardenne
Charles Ambroise Dardenne, né le 26 octobre 1756 à Mairy (Ardennes), mort le 11 octobre 1802 à Paris, est un général français de la révolution et de l’Empire.

## États de service
Il entre en service comme élève à l’école du génie de Mézières. En septembre 1778, il rejoint le régiment d’artillerie de Toul, il fait la campagne d’Amérique d’avril 1779 à août 1782, et à son retour en France, il quitte le service.
Le 15 juin 1792, il s'engage dans un bataillon de chasseurs belges comme sous-lieutenant, et le 22 septembre 1792, il est nommé lieutenant. Le 27 octobre 1792, il prend les fonctions d’aide-de-camp du général Rosières, et le 27 novembre 1792 il est nommé capitaine, puis lieutenant-colonel le 25 janvier 1793.
Le 5 avril 1793, il est nommé par Dampierre adjudant général chef de bataillon, confirmé le 15 mai 1793, il est suspendu le 30 juillet suivant.
Il est réintégré le 19 prairial an II (7 juin 1794), il est promu adjudant-général chef de brigade le 25 prairial an III (13 juin 1795), et général de brigade le 4 vendémiaire an VIII (26 septembre 1799).
Il meurt à Paris le 11 octobre 1802.

## Sources
- (en) « Generals Who Served in the French Army during the Period 1789 - 1814: Eberle to Exelmans »
- Thierry Pouliquen, « Les généraux français et étrangers ayant servis [sic] dans la Grande Armée » (consulté le 8 août 2013)
- Étienne Charavay, Correspondance général de Carnot, tome 3, imprimerie Nationale, 1887